# إيفان كروز (لاعب كرة قدم)
إيفان كروز (بالإسبانية: Iván Cruz)‏ هو لاعب كرة قدم بيروفي، ولد في 24 مايو 1999 في Barranco District ‏ في بيرو. لعب مع نادي أياكوتشو.

## وصلات خارجية
- إيفان كروز (لاعب كرة قدم) على موقع قاعدة بيانات كرة القدم.إي يو (الإنجليزية)
- إيفان كروز (لاعب كرة قدم) على موقع Soccerway.com (الإنجليزية)